# Caproni Ca.161
Caproni Ca.161 — итальянский самолёт, созданный в 1936 году для установления рекорда высоты. Машина была построена на основе учебно-тренировочного Ca.113 по схеме традиционного биплана с расчалочно-стоечными крыльями равного размаха c 2 парами стоек и выносом верхней плоскости крыла над нижней. Пилот располагался в открытой кабине в высотном костюме-капсуле.

## История

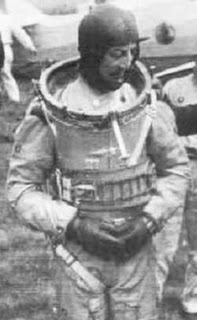
Марио Пецци в высотном костюме.

7 мая 1937 года подполковник Марио Пецци, брат бригадного генерала Энрико Пецци, побил мировой рекорд высоты, поднявшись до 15 655 м. 22 октября 1938 года Пецци довёл рекорд (к тому времени побитый англичанами на Bristol Type 138) на более мощном Ca.161bis до 17 083 м.
Даже 74 года спустя ни один пилотируемый биплан с ДВС не поднимался выше, достижение остаётся в силе. До 1995 года побить этот рекорд не удавалось вообще ни одному самолёту с поршневым двигателем и человеком на борту, при этом официально результат Grob Strato 2C, «забравшегося» в том году на 18 км, Международной авиационной федерацией так и не зарегистрирован. Беспилотнику Boeing Condor принадлежит абсолютный рекорд в 20,5 км, максимальная высота горизонтального полёта на поршневых самолётах достигнута Брюсом Бохэнноном на Bohannon B-1 и составляет 14,3 км. Пецци за его полёт было присвоено звание полковника.
Последний раз в анналы ФАИ машину вписал 25 сентября 1939  Николо ди Мауро на оборудованном поплавками Ca.161Idro, покорив 13 542 м.

## Варианты
- Ca.161 — первоначальная версия с двигателем Piaggio P.XI R.C.72
- Ca.161bis — улучшенная версия с двигателем Piaggio P.XI R.C.100/2v

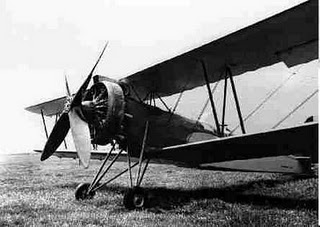

- Ca.161Idro — гидросамолёт

## Лётно-технические характеристики (Ca.161bis)
Данные, кроме веса, взяты из Italian Civil and Military Aircraft 1930-1945
Основные характеристики
- Экипаж: 1, пилот
- Длина: 8,25 м (27 фт 1 дм)
- Размах крыла: 14,25 м (46 фт 9 дм)
- Высота: 3.50 м (11 фт 6 дм)
- Площадь крыла: 35.5 м² (382 кв. фт)
- Масса пустого: 1 205 кг (2 657 lb)
- Взлётная масса: 1 650 кг (3 638 lb)
- Двигатель: 1 × Piaggio P.XI R.C.100/2v 14-цилиндровый радиальный, приводит в движение 4-лопастной винт, 560 кВт (750 лс) each

Лётные характеристики
- Практический потолок: 17 083 м (56 047 фт)
- Скороподъёмность: 10,3 м/с (2,018 фт/мин)

## Внешние ссылки
- Страница на сайте ВВС Италии, посвящённая Марио Пецци Архивная копия от 22 июля 2012 на Wayback Machine
- https://web.archive.org/web/20080509194317/http://www.aliditalia.com/Ctepezzi.html